# سرقسطة (مقاطعة)
مقاطعة سرقسطة (بالإسبانية: Zaragoza، ثراغـوثة) هي مقاطعة إسبانية تقع في شمال شرق الدولة، تقع ضمن حدود منطقة أراغون.
عاصمتها هي مدينة سرقسطة، تنقسم المقاطعة إلى 293 بلدية.

## الجغرافيا
تقع مقاطعة سرقسطة في شمال شرق إسبانيا تحدها من الشمال الشرقي مقاطعة وشقة، ومن الشمال الغربي مقاطعة نافارا، ومن الجنوب مقاطعة تيروال، ومن الجنوب الغربي مقاطعة غوادالاخارا، ومن الشرق مقاطعة لاردة ومقاطعة طراغونة، ومن الغرب مقاطعة سوريا.
تبلغ مساحة مقاطعة سرقسطة 17.274 كم².

## الديموغرافيا
يبلغ عدد سكان مقاطعة سرقسطة 973.325 نسمة عام 2011 (وفقاً للمعهد الوطني للإحصاء الإسباني).
فيما يلي قائمة أكبر البلديات من حيث عدد السكان (بتاريخ 1 يناير 2011):
1. سرقسطة 674.725 نسمة
2. قلعة أيوب 20.837 نسمة
3. أوتيبو 18.204 نسمة
4. إيخيا دي لوس كاباييروس 17.306 نسمة
5. تاراثونا 11.121 نسمة
6. كاسبي 9.871 نسمة
7. كوارتي دي أويرفا 9.564 نسمة
8. لا ألمونيا دي دونيا غودينا 7.851 نسمة
9. ثويرا 7604 نسمة
10. تاوستي 7484 نسمة

## توأمة
لسرقسطة (مقاطعة) اتفاقيات توأمة مع:
- مقاطعة أسكولي بيتشينو

## أعلام
- ديونيسيو كاريراس